# Cwetana Bożiłowа
Cwetana Asenowa Bożiłowа (bułg. Цветана Асенова Божилова, ur. 19 października 1968) – bułgarska judoczka. Dwukrotna olimpijka. Odpadła w eliminacjach w Sydney 2000 i Atenach 2004. Walczyła w wadze ciężkiej.
Brązowa medalistka mistrzostw świata w 1999; siódma w 2001 i 2005; uczestniczka zawodów w 1991, 1995, 2003. Startowała w Pucharze Świata w latach 1989, 1995-2004, 2006 i 2012. Zdobyła siedem medali na mistrzostwach Europy w latach 1988-2004. Wygrała igrzyska wojskowe w 1999. Druga na MŚ wojskowych w 1997. Zdobyła trzynaście tytułów mistrzyni kraju.

## Letnie Igrzyska Olimpijskie 2000
| Konkurencja | Eliminacje             | Klas. końcowa |
| Konkurencja | Przeciwnik I           | Miejsce       |
| ----------- | ---------------------- | ------------- |
| +78 kg      | Lee Hsiao-hung (TPE) P | I runda       |

## Letnie Igrzyska Olimpijskie 2004
| Konkurencja | Eliminacje               | Klas. końcowa |
| Konkurencja | Przeciwnik I             | Miejsce       |
| ----------- | ------------------------ | ------------- |
| +78 kg      | Vanessa Zambotti (MEX) P | I runda       |